# Steveston
Steveston originariamente era un villaggio vicino (circa 13 km) a Vancouver, Columbia Britannica, ma è stato assorbito dall'espansione della cittadina di Richmond.

## Storia
Il villaggio prende il nome da Manoah Steves che si stabilì nell'area con la sua famiglia tra il 1877 e il 1878. L'insediamento venne sviluppato soprattutto da William Herbert Steves, figlio del fondatore. L'attività principale che permise alla comunità di sopravvivere ed espandersi fu la pesca e la lavorazione del salmone tanto che il villaggio venne soprannominato Salmonopolis.

## Società

### Etnie e minoranze straniere
All'interno della popolazione cittadina vi è una rilevante parte di origine giapponese. Prima della seconda guerra mondiale la componente nipponica della cittadinanza era molto più numerosa, a partire dal 1942 molti nippocanadesi (la maggior parte dei quali risiedeva nella Columbia Britannica) furono internati in campi di prigionia, una volta terminato il conflitto solo una parte di essi rientrò nelle città dalle quali erano stati prelevati forzatamente. Dal 1911 è attiva una scuola di lingua giapponese.

## Cultura

### Eventi
La località è sede del Steveston Salmon Festival, evento annuale che si svolge ogni 1º luglio (Canada Day) e che comprende una parata e un grande barbecue comunitario a base di salmone.

### Televisione
La cittadina è stato il luogo di riprese della serie televisiva C'era una volta.

### Cinema
Steveston è stata una delle location utilizzate all'interno del film Power Rangers.